# Tristram Coffin
Tristram Coffin (Mammoth, 13 agosto 1909 – Santa Monica, 26 marzo 1990) è stato un attore statunitense.
Ha recitato in oltre 170 film dal 1939 al 1982 ed è apparso in oltre 70 produzioni televisive dal 1949 al 1970. Fu accreditato anche con i nomi Tristam Coffin, Tristram C. Coffin, Tristrom Coffin e Tris Coffin.

## Biografia
Tristram Coffin nacque a Mammoth, nello Utah, il 13 agosto 1909, da Edwin Chapin Coffin ed Elizabeth Christy Christensen. Lavorò come analista di notizie e cronista sportivo.
Tra i personaggi cui diede vita sul grande schermo, si possono citare Jeff King, protagonista dei 12 episodi del serial cinematografico King of the Rocket Men (1949), Jack Foster in Rodeo King and the Senorita (1951) e Jim Requa in California Firebrand (1948).
Per il piccolo schermo diede numerose interpretazioni di personaggi più o meno regolari, tra cui il tenente Doyle in 15 episodi della serie The Files of Jeffrey Jones e il capitano Tom Rynning in 45 episodi della serie 26 Men (1957-1959), continuando la sua carriera con ruoli minori e inanellando una serie di apparizioni da guest star in decine di episodi di serie televisive fino al 1970.
L'ultimo suo ruolo per la televisione fu quello di un generale per la serie Reporter alla ribalta, nell'episodio All the Old Familiar Faces trasmesso il 13 novembre 1970. L'ultima interpretazione sugli schermi cinematografici fu quella nel film Deadly Alliance (1982), in cui recitò nel ruolo di un dottore.
Morì a Santa Monica, in California, il 26 marzo 1990 e fu cremato.

## Filmografia

### Cinema
- The Saint Strikes Back, regia di John Farrow (1939)
- Irish Luck, regia di Howard Bretherton (1939)
- Oklahoma Terror, regia di Spencer Gordon Bennet (1939)
- In corsa contro il tempo (Dick Tracy's G-Men), regia di John English e William Witney (1939)
- Overland Mail, regia di Robert F. Hill (1939)
- L'ora fatale (The Fatal Hour), regia di William Nigh (1940)
- Hidden Enemy, regia di Howard Bretherton (1940)
- Il guanto verde  (Chasing Trouble), regia di Howard Bretherton (1940)
- Rhythm of the Rio Grande, regia di Albert Herman (1940)
- Son of the Navy, regia di William Nigh (1940)
- The Cowboy from Sundown, regia di Spencer Gordon Bennet (1940)
- On the Spot, regia di Howard Bretherton (1940)
- Condannato a morte (Doomed to Die), regia di William Nigh (1940)
- Arizona Frontier, regia di Albert Herman (1940)
- La via dell'oro (Queen of the Yukon), regia di Phil Rosen (1940)
- Up in the Air, regia di Howard Bretherton (1940)
- Melody and Moonlight, regia di Joseph Santley (1940)
- Meet the Wildcat, regia di Arthur Lubin (1940)
- Ad est di Rio Pinto (West of Pinto Basin), regia di S. Roy Luby (1940)
- Mysterious Doctor Satan, regia di John English e William Witney (1940)
- You're Out of Luck, regia di Howard Bretherton (1941)
- Il club del diavolo (A Man Betrayed), regia di John H. Auer (1941)
- Sky Raiders, regia di Ford Beebe e Ray Taylor (1941)
- Fiori nella polvere (Blossoms in the Dust), regia di Mervyn LeRoy (1941)
- Avventura a Bombay (They Met in Bombay), regia di Clarence Brown (1941)
- Arizona Bound, regia di Spencer Gordon Bennet (1941)
- Father Steps Out, regia di Jean Yarbrough (1941)
- King of Dodge City, regia di Lambert Hillyer (1941)
- Dietro le persiane (No Greater Sin), regia di William Nigh (1941)
- Let's Go Collegiate, regia di Jean Yarbrough (1941)
- Sailors on Leave, regia di Albert S. Rogell (1941)
- Tonto Basin Outlaws, regia di S. Roy Luby (1941)
- Roaring Frontiers, regia di Lambert Hillyer (1941)
- La taverna tropicale (Hard Guy), regia di Elmer Clifton (1941)
- Amore per appuntamento (Appointment for Love), regia di William A. Seiter (1941)
- Holt of the Secret Service, regia di James W. Horne (1941)
- Tuxedo Junction, regia di Frank McDonald (1941)
- Forbidden Trails, regia di Robert N. Bradbury (1941)
- Cowboy Serenade, regia di William Morgan (1942)
- A Tragedy at Midnight, regia di Joseph Santley (1942)
- Man with Two Lives, regia di Phil Rosen (1942)
- Spy Smasher, regia di William Witney (1942)
- So's Your Aunt Emma!, regia di Jean Yarbrough (1942)
- Il corpo scomparso (The Corpse Vanishes), regia di Wallace Fox (1942)
- The Devil's Trail, regia di Lambert Hillyer (1942)
- Not a Ladies' Man, regia di Lew Landers (1942)
- Perils of Nyoka, regia di William Witney (1942)
- Lure of the Islands, regia di Jean Yarbrough (1942)
- Prairie Gunsmoke, regia di Lambert Hillyer (1942)
- Bells of Capistrano, regia di William Morgan (1942)
- Police Bullets, regia di Jean Yarbrough (1942)
- A Tornado in the Saddle, regia di William Berke (1942)
- Dawn on the Great Divide, regia di Howard Bretherton (1942)
- Cosmo Jones in the Crime Smasher, regia di James Tinling (1943)
- You Can't Beat the Law, regia di Phil Rosen (1943)
- Silver Skates, regia di Leslie Goodwins (1943)
- Idaho, regia di Joseph Kane (1943)
- Ombre sul mare (Destroyer), regia di William A. Seiter (1943)
- The Vigilantes Ride, regia di William Berke (1943)
- Le schiave della città (Lady in the Dark), regia di Mitchell Leisen (1944)
- Wyoming Hurricane (1944)
- The Gay Cavalier (1946)
- Under Arizona Skies (1946)
- The Gentleman from Texas (1946)
- Tutta la città ne sparla (Rendezvous with Annie) (1946)
- Two Guys from Milwaukee (1946)
- G.I. War Brides (1946)
- The Invisible Informer (1946)
- Under Nevada Skies (1946)
- The Mysterious Mr. Valentine (1946)
- Rio Grande Raiders (1946)
- The Brute Man (1946)
- Dangerous Money (1946)
- Sioux City Sue (1946)
- Trail to San Antone (1947)
- Valley of Fear (1947)
- Land of the Lawless, regia di Thomas Buckingham (1947)
- Le donne erano sole (The Unfaithful) (1947)
- Swing the Western Way (1947)
- Blackmail (1947)
- Anime in delirio (Possessed) (1947)
- Il ritorno di Jess il bandito (Jesse James Rides Again) (1947)
- Louisiana (1947)
- Texas selvaggio (The Fabulous Texan) (1947)
- Where the North Begins (1947)
- La voce della tortora (The Voice of the Turtle) (1947)
- California Firebrand (1948)
- L'inseguita (The Hunted) (1948)
- Amore sotto coperta (Romance on the High Seas) (1948)
- Shanghai Chest (1948)
- Desperadoes of Dodge City (1948)
- La favorita del maresciallo (The Gallant Blade) (1948)
- Crashing Thru, regia di Ray Taylor (1949)
- Federal Agents vs. Underworld, Inc. (1949)
- Bruce Gentry (1949)
- Duke of Chicago (1949)
- Omicidio (Homicide) (1949)
- Desert Vigilante (1949)
- Musica per i tuoi sogni (My Dream Is Yours) (1949)
- Viale Flamingo (Flamingo Road) (1949)
- King of the Rocket Men (1949)
- La fonte meravigliosa (The Fountainhead) (1949)
- Range Justice (1949)
- Angels in Disguise (1949)
- Riders of the Dusk (1949)
- Radar Patrol vs. Spy King (1949)
- Lawless Code (1949)
- Radar Secret Service (1950)
- Il barone dell'Arizona (The Baron of Arizona) (1950)
- Square Dance Katy (1950)
- I dannati non piangono (The Damned Don't Cry) (1950)
- La sbornia di David (The Big Hangover) (1950)
- Cactus Caravan (1950)
- The Old Frontier (1950)
- La preda della belva (Outrage) (1950)
- Pirates of the High Seas (1950)
- Sparate senza pietà (Undercover Girl) (1950)
- L'isola dei pigmei (Pygmy Island) (1950)
- Una manciata d'odio (Short Grass) (1950)
- Buckaroo Sheriff of Texas (1951)
- Storia di un detective (The Fat Man) (1951)
- According to Mrs. Hoyle (1951)
- Damasco '25 (Sirocco) (1951)
- La maschera del vendicatore (Mask of the Avenger) (1951)
- Sogni ad occhi aperti (Queen for a Day) (1951)
- Rodeo King and the Senorita (1951)
- Il gatto milionario (Rhubarb) (1951)
- Femmine bionde (Painting the Clouds with Sunshine) (1951)
- Voglia di vita (On the Loose) (1951)
- Disc Jockey (1951)
- Elena paga il debito (The Lady Pays Off), regia di Douglas Sirk (1951)
- Volo su Marte (Flight to Mars) (1951)
- I'll See You in My Dreams (1951)
- Northwest Territory (1951)
- Captain Video, Master of the Stratosphere (1951)
- Torce rosse (Indian Uprising) (1952)
- L'ultimo fuorilegge (The Cimarron Kid) (1952)
- Smoky Canyon (1952)
- I figli dei moschettieri (At Sword's Point) (1952)
- The Kid from Broken Gun (1952)
- Il mio uomo (My Man and I), regia di William A. Wellman (1952)
- Salomè (1953)
- I Love Melvin (1953)
- Il giustiziere (Law and Order) (1953)
- Sogno di Bohème (So This Is Love) (1953)
- Il territorio dei fuorilegge (Hannah Lee: An American Primitive), regia di Lee Garmes e John Ireland (1953)
- Amanti latini (Latin Lovers), regia di Mervyn LeRoy (1953)
- Clipped Wings (1953)
- La città dei fuorilegge (City of Bad Men) (1953)
- L'ultimo bersaglio (Combat Squad) (1953)
- La ragazza da 20 dollari (Wicked Woman) (1953)
- The Eddie Cantor Story (1953)
- Stamp Day for Superman (1954)
- Fireman Save My Child (1954)
- Desperado (The Desperado) (1954)
- Alba di fuoco (Dawn at Socorro) (1954)
- Duello di spie (The Scarlet Coat) (1955)
- Banditi atomici (Creature with the Atom Brain) (1955)
- L'uomo dal vestito grigio (The Man in the Gray Flannel Suit) (1956)
- Il mio amante è un bandito (The Maverick Queen) (1956)
- Ricatto a tre giurati (Three for Jamie Dawn) (1956)
- Vita di una commessa viaggiatrice (The First Traveling Saleslady) (1956)
- Ritorno dall'eternità (Back from Eternity) (1956)
- The Night the World Exploded (1957)
- La maschera nera di Cedar Pass (The Last Stagecoach West) (1957)
- Kathy O' (1958)
- La famiglia assassina di Mà Barker (Ma Barker's Killer Brood) (1960)
- The Silent Witness (1963)
- La mano strisciante (The Crawling Hand) (1963)
- Iron Angel (1964)
- Scusa, me lo presti tuo marito? (Good Neighbor Sam) (1964)
- La zebra in cucina (Zebra in the Kitchen) (1965)
- The Barefoot Executive (1971)
- Settimo potere (The Resurrection of Zachary Wheeler) (1971)
- Night Call Nurses (1972)
- Mission to Glory: A True Story (1977)
- Deadly Alliance, regia di Paul S. Parco (1982)

### Televisione
- Il cavaliere solitario (The Lone Ranger) – serie TV, 5 episodi (1949-1957)
- Cisco Kid (The Cisco Kid) – serie TV, 9 episodi (1950-1955)
- Washington Report – serie TV (1951)
- Wild Bill Hickok (Adventures of Wild Bill Hickok) – serie TV, 6 episodi (1951-1956)
- Le inchieste di Boston Blackie (Boston Blackie) – serie TV, episodio 1x16 (1951)
- Mr. & Mrs. North – serie TV, 2 episodi (1952-1954)
- The Adventures of Kit Carson – serie TV, 8 episodi (1952-1954)
- Adventures of Superman – serie TV, 4 episodi (1952-1957)
- The Files of Jeffrey Jones – serie TV, 15 episodi (1952)
- Terry and the Pirates – serie TV, un episodio (1952)
- Your Favorite Story – serie TV, un episodio (1953)
- Cowboy G-Men – serie TV, 3 episodi (1953)
- Gianni e Pinotto (The Abbott and Costello Show) – serie TV, episodio 2x03 (1953)
- La mia piccola Margie (My Little Margie) – serie TV, 2 episodi (1954-1955)
- Climax! – serie TV, 3 episodi (1954-1955)
- City Detective – serie TV, un episodio (1954)
- Meet Corliss Archer – serie TV, 2 episodi (1954)
- Lux Video Theatre – serie TV, un episodio (1954)
- Waterfront – serie TV, un episodio (1954)
- The George Burns and Gracie Allen Show – serie TV, un episodio (1954)
- Four Star Playhouse – serie TV, 2 episodi (1955-1956)
- Le leggendarie imprese di Wyatt Earp (The Life and Legend of Wyatt Earp) – serie TV, 2 episodi (1955-1957)
- Patrick Henry – film TV (1955)
- The Lone Ranger Rides Again – film TV (1955)
- Lassie – serie TV, un episodio (1955)
- The Adventures of Falcon – serie TV, 2 episodi (1955)
- The Man Who Tore Down the Wall – film TV (1955)
- The Eddie Cantor Comedy Theater – serie TV, episodio 1x16 (1955)
- Front Row Center – serie TV, un episodio (1955)
- The Ford Television Theatre – serie TV, un episodio (1955)
- The Star and the Story – serie TV, episodio 1x21 (1955)
- The Man Behind the Badge – serie TV, 3 episodi (1955)
- Le avventure di Campione (The Adventures of Champion) – serie TV, episodi 1x03-1x07 (1955)
- Screen Directors Playhouse – serie TV, episodio 1x06 (1955)
- Hey, Jeannie! – serie TV, 2 episodi (1956-1957)
- Judge Roy Bean – serie TV, 7 episodi (1956)
- Chevron Hall of Stars – serie TV, un episodio (1956)
- The 20th Century-Fox Hour – serie TV, episodio 1x11 (1956)
- Papà ha ragione (Father Knows Best) – serie TV, un episodio (1956)
- Celebrity Playhouse – serie TV, episodio 1x32 (1956)
- Scienza e fantasia (Science Fiction Theatre) – serie TV, episodio 2x19 (1956)
- You Are There – serie TV, un episodio (1956)
- Broken Arrow – serie TV, un episodio (1956)
- 26 Men – serie TV, 45 episodi (1957-1959)
- Letter to Loretta – serie TV, 2 episodi (1957)
- Schlitz Playhouse of Stars – serie TV, un episodio (1957)
- Lucy ed io (I Love Lucy) – serie TV, 2 episodi (1957)
- The George Sanders Mystery Theater – serie TV, un episodio (1957)
- West Point – serie TV, episodio 1x37 (1957)
- Date with the Angels – serie TV, un episodio (1957)
- Navy Log – serie TV, episodi 2x14-3x07 (1957)
- Cool and Lam – film TV (1958)
- Indirizzo permanente (77 Sunset Strip) – serie TV, 5 episodi (1960-1961)
- Hawaiian Eye – serie TV, 2 episodi (1960-1961)
- Bourbon Street Beat – serie TV, episodio 1x19 (1960)
- Colt.45 – serie TV, un episodio (1960)
- Bat Masterson – serie TV, un episodio (1960)
- The Alaskans – serie TV, episodio 1x33 (1960)
- Sugarfoot – serie TV, episodio 4x02 (1960)
- Maverick – serie TV, episodio 4x12 (1960)
- Bronco – serie TV, un episodio (1961)
- Carovane verso il west (Wagon Train) – serie TV, un episodio (1961)
- Carovana (Stagecoach West) – serie TV, episodio 1x37 (1961)
- The Real McCoys – serie TV, un episodio (1962)
- Bonanza – serie TV, episodio 4x27 (1963)
- The Bill Dana Show – serie TV, un episodio (1964)
- The Beverly Hillbillies – serie TV, 2 episodi (1965-1969)
- Death Valley Days – serie TV, 6 episodi (1965-1970)
- La leggenda di Jesse James (The Legend of Jesse James) – serie TV, un episodio (1965)
- Batman – serie TV, 2 episodi (1966)
- Gomer Pyle: USMC – serie TV, un episodio (1966)
- Kronos - Sfida al passato (The Time Tunnel) – serie TV, episodio 1x18 (1967)
- Operazione ladro (It Takes a Thief) – serie TV, un episodio (1969)
- Reporter alla ribalta (The Name of the Game) – serie TV, un episodio (1970)